# 李薔華
李薔華（1929年—2022年5月12日），武漢人，中國京劇表演藝術家，第五批國家級非物質文化遺產代表性項目代表性傳承人。工旦行，師從程硯秋，與新艷秋、王吟秋、趙榮琛、李世濟合稱為「程派五老」。代表劇目有《鎖麟囊》、《春閨夢》、《亡蜀鑒》、《朱痕記》等。

## 生平
1929年出年於武漢，9歲起學習京劇老生、老旦、花旦、刀馬旦等行當。12歲時從程硯秋學習程派，14歲起開始擔綱要角。
曾與妹李薇華組成「薔薇京劇團」至各地巡演。亦曾為武漢京劇團主演。
2022年5月12日在上海逝世，享年93歲。

## 代表劇目
- 《春閨夢》：此劇由程硯秋創作，而李薔華習自程硯秋的琴師周長華，並於1948年演出，直到2011年為止，共演了此劇62年。[5]

## 家庭
第一任丈夫為京劇演員關正明，第二任丈夫為崑曲演員俞振飛。其子為京劇演員關棟天。其妹李薇華是京劇荀派演員。

## 外部連結
- YouTube上的京劇《春閨夢》，李薔華演出
- YouTube上的京劇《鎖麟囊·選妝奩》選段，李薔華演出，1983年錄影
- YouTube上的京劇《武家坡》錄音配像，楊寶森、程硯秋演唱，李薔華飾王寶釧，李鳴盛飾薛平貴
- YouTube上的京劇《青霜劍》錄音配像，程硯秋、貫盛吉、李少廣、李丹林演唱，李薔華飾申雪貞，鈕榮亮飾方世一，李少廣飾姚媽媽